# Darlene R. Ketten
Darlene R. Ketten es una oceanógrafa y neurofisióloga conocida por su trabajo en el estudio de los mamíferos marinos, la biomecánica de la audición y la pérdida de audición.. Es "American Senior Scientist" en la Institución Oceanográfica de Woods Hole.

## Biografía
Ketten recibió su B.A. de la Universidad de Washington en San Luis en 1971. En 1979, completó su M.S. en el Tecnológico de Massachusetts, y en 1985 completó su Ph.D. en la Universidad Johns Hopkins. Ketten ha estado afiliada a la Harvard Medical School desde 1985. Desde 1997, ha estado afiliada a la Institución Oceanográfica de Woods Hole. De 2013 a 2015, fue profesora de Física en Curtin University, Australia. En 2015, fue becaria en la Hanse-Wissenschaftskolleg en Alemania y de 2015 a 2016 se desempeñó como Becaria de Ciencias de Jefferson en la Oficina de Asuntos del Cercano Oriente del Departamento de Estado de los Estados Unidos y en la Embajada de los Estados Unidos en Berlín. Ketten es miembro de la Asociación Estadounidense para el Avance de la Ciencia y de la Sociedad Acústica de América.
La investigación de Ketten sobre la audición ha planteado preguntas sobre el impacto del sonar en la audición y navegación de las ballenas y otros mamíferos marinos.